# بخش کاغذکنان
بخش کاغذکنان یکی از بخش‌های تابعه شهرستان میانه در استان آذربایجان شرقی در شمال غربی ایران و به مرکزیت شهر آقکند است و نام قدیمی آن خونا یا خونج بوده‌است متأسفانه از آثار بجا مانده از این شهر حفاظت نمی‌شود، اواخر سال ۱۴۰۰ حفاری‌های غیرمجاز در تپه باستانی شهر سوخته (موسوم به قلعه) شده‌است که جای هزاران تاسف دارد که چرا مسئولین بی‌تفاوت هستند!

## پیشینه
کاغذکنان یکی از شهرهای قدیمی آذربایجان شرقی می‌باشد که در منابع تاریخی به عنوان خونج ذکر شده‌است.
بخش کاغذکنان تا سال ۱۳۵۸ یکی از بخشهای خلخال بود که به دلیل نبود راه ارتباطی مناسب با خلخال از شهرستان خلخال منتزع و به شهرستان میانه الحاق شد، مرکز بخش کاغذکنان آقکند مرکز سیاسی اداری، فرهنگی، بازرگانی بخش بوده و سابقه تاریخی درخشانی داشته در دوره‌های صفوی و قاجار حاکم نشین خانات و ولایت خلخال بوده
ویکی از مراکز و شهرهای تولید کاغذ پس از انتقال این صنعت از چین به ایران بود که نیازهای کاغذی رَبع رشیدی و تبریز را تأمین می‌کرده‌است. بیشتر مردم این شهر به کاغذسازی در کارخانه خویش می‌پرداخته‌اند نام قدیمی ان خونج، خونا، بوده که به قول یاقوت حموی از طرف مردم شهر ری به خاطر کراهتی که از لفظ «خون» داشتند خونج را «کاغذکنان» خوانده‌اند.
به غیر از صنعت کاغذسازی در شهر خونج (کاغذکنان) سفال سازی یکی از صنایع رایج مردم کاغذکنان قبل از دوره مغول بوده که اکنون نمونه‌هایی از سفال‌های ساخته شده با نام «سفال اقکند» در موزه‌های جهان از جمله موزه لوور پاریس نگهداری می‌شوند. شرح مفصلی از صنعت سفالگری و نمونه‌های آثار سفالینه‌های کاغذکنان در چاپ دوم کتاب کاغذکنان در گذرگاه تاریخ ایران تألیف اکبر پرندی موجود است.
«کاغذکنان»، یکی از تاریخی‌ترین و قدیمی‌ترین مناطق شهرستان میانه و استان آذربایجان شرقی است که در دورانی از تاریخ همچون ابتدای دوران اسلامی تا دوران حکومت مغولان، شهری پویا و آباد بوده و قطب تجاری منطقه محسوب می‌شده.
راه‌های اصلیاین بخش سه راه دارد که یکی در سطح روستایی روستاها را به یکدیگر ارتباط می‌دهد دیگری راهی است که روستاها و مرکز بخش شهر اقکند را به شهر میانه ارتباط می‌دهد و اصلی‌ترین راه ان جاده سرچم اردبیل است که در مقیاس ملی است و استان اردبیل و منطقه کاغذکنان را به آزاد راه تهران تبریز متصل می‌کند فاصله ان تا تهران را ۴ ساعت کاهش می‌دهد.

## شهرها
- آقکند

## مناطق دیدنی
- منطقهٔ باستانی کاغذکنان
- پل پردلیس
- قلعهٔ سنگی (داش قالا)
- کاروانسرای جمال آباد
- کوه توره داغی

## تقسیمات کشوری
- بخش کاغذکنان
  - دهستان قافلانکوه شرقی
  - دهستان کاغذکنان شمالی
  - دهستان کاغذکنان مرکزی

شهرها: آقکند

## جمعیت
بنابر سرشماری مرکز آمار ایران، جمعیت بخش کاغذ کنان شهرستان میانه در سال ۱۳۸۵ برابر با ۱۱۳۰۷ نفر بوده‌است.